# Paulo Ximenes Aragão
Paulo Ximenes Aragão (Sobral, 25 de janeiro de 1897 - Fortaleza, 5 de março de 1979) foi um escritor, jornalista e professor brasileiro. Com muitos trabalhos publicados em varias edições do Almanaque da Parnaíba, onde era um ativo colaborador, Paulo Aragão, como é conhecido no meio literário, é  autor de várias obras ambientadas nos contextos da poesia, romance, dramaturgia, crônica. Paulo era pai do comediante Renato Aragão.
Por meio do Almanaque da Parnaíba, edição de 1965, dedicou um emocionante soneto à esposa, Dinorá Lins, onde poetiza as experiências e os portais da velhice.
| “ | Da vida já me canso e tu te cansas; porque não há mais sol em nosso estio.; Se vives de saudades e lembranças, um rosário de lágrimas desfio; Temos gelo na carne e frio no peito; e não temos mais beijos nem crianças.; Nosso riso é tão murcho e tão vazio!; Que foi feito das nossas esperanças?; De onde vem esta angustia e esta incerteza? Por que marchamos trêmulos assim, de passos sem destino e sem firmeza? Agora a nossa vida é triste e ruim, pois do livro das leis da Natureza, estamos no capítulo do fim. | ” |

Ainda participou como colaborador do Almanaque do Ceará (Almanach do Ceará).

## Obras
- Primeiros Trilos
- Brotis
- Emoções que ficaram
- Passos sem destino
- Ritmos.

## ligações externas
- Livro de paulo ximenes aragão - poesias e crônicas, no OLX